# Premierzy Chińskiej Republiki Ludowej
Premier Chińskiej Republiki Ludowej (chiń. upr. 中华人民共和国国务院总理; chiń. trad. 中華人民共和國國務院總理; pinyin Zhōnghuá Rénmín Gònghéguó Guówùyuàn Zŏnglĭ) jest przewodniczącym Rady Państwa Chińskiej Republiki Ludowej oraz głową rządu centralnego. Jest również członkiem Komitetu Stałego Biura Politycznego KC KPCh i osobą numer trzy w państwie (po przewodniczącym ChRL i przewodniczącym Komitetu Stałego OZPL). Premier kieruje pracami Rady Państwa, zwołuje i przewodniczy posiedzeniom jej Stałej Rady oraz plenarnym posiedzeniom rządu.
Premier wybierany jest przez Ogólnochińskie Zgromadzenie Przedstawicieli Ludowych na wniosek Przewodniczącego ChRL i przez niego powoływany. Może być odwołany przez OZPL, jednak jego dymisja nie oznacza automatycznej dymisji całego gabinetu. Kadencja Premiera upływa wraz z kadencją parlamentu. Ponownie może być wybrany tylko raz.

## Lista premierów ChRL
| Portret | Portret | Imię i nazwisko                | Kadencja            | Kadencja          | Kadencja |
| ------- | ------- | ------------------------------ | ------------------- | ----------------- | -------- |
| 1       |         | Zhou Enlai 周恩来 (1898–1976)  | 1 października 1949 | 8 stycznia 1976   |          |
| 2       |         | Hua Guofeng 华国锋 (1921–2008) | 2 lutego 1976       | 10 września 1980  |          |
| 3       |         | Zhao Ziyang 赵紫阳 (1919–2005) | 10 września 1980    | 24 listopada 1987 |          |
| 4       |         | Li Peng 李鹏 (1928–2019)       | 24 listopada 1987   | 17 marca 1998     |          |
| 5       |         | Zhu Rongji 朱镕基 (1928–)      | 17 marca 1998       | 16 marca 2003     |          |
| 6       |         | Wen Jiabao 温家宝 (1942–)      | 16 marca 2003       | 15 marca 2013     |          |
| 7       |         | Li Keqiang 李克强 (1955–2023)  | 15 marca 2013       | 11 marca 2023     |          |
| 8       |         | Li Qiang 李强 (1959–)          | 11 marca 2023       | nadal             |          |